# János Starker
János Starker (Budapest, Hungría, 5 de julio de 1924 - Bloomington, Indiana, 28 de abril de 2013) fue un violonchelista estadounidense de origen húngaro. También fue profesor en la Jacobs School of Music de la Universidad de Indiana en Bloomington desde 1958, donde ostentaba el título de Profesor Distinguido.

## Biografía
Starker recibió su primer violonchelo antes de su sexto aniversario. Sus dos hermanos mayores eran violinistas. Realizó su primera presentación pública a los seis años. Asistió a la Academia de música Franz Liszt en Budapest, donde estudió con Adolf Schiffer. Entre los músicos que lo influenciaron están Leó Weiner, Zoltán Kodály, Béla Bartók y Ernő Dohnányi.
Starker realizó su debut profesional a los 14 años, cuando interpretó el Concierto para violonchelo de Antonín Dvořák. Abandonó la Academia Liszt en 1939 y pasó la mayor parte de la Segunda Guerra Mundial en Budapest. Debido a su juventud, Starker escapó el trágico destino de sus hermanos mayores, quienes tuvieron que realizar trabajos forzados y fueron asesinados por los nazis. A pesar de esto, Starker pasó tres meses en un campo de concentración.

## Carrera
Después de la guerra, se convirtió en el violonchelista principal de la Ópera de Budapest y de la Orquesta Filarmónica de Budapest. Starker, quien nunca había tenido la ciudadanía húngara, abandonó el país ocupado por los soviéticos en 1946. Realizó un concierto exitoso en Viena, donde permaneció para prepararse para el Concurso de Violonchelo de Ginebra, realizado en octubre de 1946, el cual ganó su estudiante Eva Janzer.
Starker fue de Ginebra a París, donde pasó un año. Allí realizó su primera grabación de la sonata para violonchelo solo, Op. 8 de Zoltán Kodály, un trabajo que era considerado imposible de tocar en ese entonces. Gracias a esta grabación, Starker ganó el Grand Prix du Disque.
Starker emigró a los Estados Unidos en 1948 para ser el violonchelista principal de la Orquesta Sinfónica de Dallas bajo la dirección de Antal Doráti. En 1949, se mudó a Nueva York para ser parte de la Ópera del Metropolitan dirigida por Fritz Reiner. Fue en Nueva York donde Starker realizó la primera de sus grabaciones de las suites para violonchelo solo de Johann Sebastian Bach.
En 1952, Starker se convirtió en el violonchelista principal de la Orquesta Sinfónica de Chicago cuando Fritz Reiner era su director musical. En 1958, Starker se mudó a la Universidad de Indiana y continuó su carrera como solista.

## Repertorio grabado
Starker realizó más de 160 grabaciones. Grabó las seis suites para violonchelo solo de Bach en cinco ocasiones, la más reciente en 1992 para RCA Red Seal Records, por el cual ganó un premio Grammy. También fue nominado a un Grammy por su grabación de 1990 de los trabajos de David Popper. Varios compositores han escrito conciertos especialmente para él, entre los que se encuentran David Baker, Antal Doráti, Bernhard Heiden, Jean Martinon, Miklós Rózsa y Robert Starer.